# Gnorimosphaeroma tsutshimaense
Gnorimosphaeroma tsutshimaense är en kräftdjursart som beskrevs av Nunomura 1998. Gnorimosphaeroma tsutshimaense ingår i släktet Gnorimosphaeroma och familjen klotkräftor. Inga underarter finns listade i Catalogue of Life.